# Sideror
Et sideror er det ror på en flyvemaskine, der kontrollerer bevægelserne til siden langs den vertikale akse (højaksen, "giring" eller yaw). Sideroret sidder i flyets bagende, oftest i den lodrette halefinne i flyets hale.
Sideroret styres oftest af piloten med pedaler, hvor højre pedal får flyets næse til at svinge til højre, og venstre pedal får flyets næse til at svinge til venstre. Sideroret kontrollerer således ikke flyets flyveretning; denne kontrolleres ved anvendelse af krængeroret, dog med justering fra sideroret. Signalet fra pedalerne (eller anden mekanisme) sendes til sideroret enten mekanisk, hydraulisk eller ved elektrisk impuls ("fly-by-wire").
De fleste fly har én halefinne og dermed ét sideror, mens andre har to halefinner og sideror. Det supersoniske spionfly Lockheed SR-71 Blackbird anvender hele halefinnen som sideror. Rumfærgen har et sideror, der kan spaltes til en luftbremse.
Fly med V-hale, f.eks. Fouga Magister, har kombineret sideror med højderor til ruddervators.
Lægfolk omtaler ofte sideroret som "haleroret", hvilket er misvisende, da både højde- og sideror er anbragt i halen.